# Sign in Please
Sign in Please – debiutancki album studyjny amerykańskiego zespołu popmetalowego Autograph. Został wydany w październiku 1984 roku przez wytwórnię RCA Records.
Jest to najpopularniejsza i najlepiej oceniana płyta w dyskografii grupy. W Stanach Zjednoczonych, w ciągu 29 tygodni na liście (okres od 5 stycznia do 20 lipca 1985 r.), 30 marca 1985 osiągnęła ona 29. pozycję na krajowym zestawieniu najlepiej sprzedających się albumów, by dwa dni później, 1 kwietnia 1985, zdobyć złotą płytę za sprzedanie albumu w 500 tysiącach kopii i dodatkowych 50 tysiącach w Kanadzie. Popularność tą płyta zyskała dzięki singlowi pt. „Turn up the Radio”, którego teledysk zdobył ogromną popularność w muzycznej stacji MTV, co odzwierciedla 17. pozycja na rockowej i 29. na krajowej liście przebojów w USA.

## Lista utworów
1. „Send Her to Me” (Steve Plunkett, Douglas Foxworthy) – 3:58
2. „Turn up the Radio” (Plunkett, Randy Rand, Steve Lynch, Keni Richards, Steven Isham) – 4:39
3. „Night Teen & Non-Stop” (Plunkett, Foxworthy) – 4:20
4. „Cloud 10” (Plunkett, Foxworthy) – 3:36
5. „Deep End” (Plunkett) – 4:18
6. „My Girlfriend’s Boyfriend Isn’t Me” (Plunkett, Isham, Foxworthy) – 3:32
7. „Thrill of Love” – 3:59
8. „Friday” – 4:13
9. „In the Night” (Plunkett, R. Schuchart) – 3:58
10. „All I’m Gonna Take” (Plunkett, Lynch) – 5:42

- W nawiasach wymienieni są kompozytorzy danych utworów. Brak informacji na temat kompozytorów „Thrill of Love” i „Friday.”

## Twórcy

### Wykonawcy
- Steve Plunkett – śpiew, gitara rytmiczna
- Randy Rand – gitara basowa, podkład wokalny
- Steve Lynch – gitara prowadząca
- Keni Richards – perkusja
- Steven Isham – keyboard, podkład wokalny

### Produkcja
- Album był nagrywany i miksowany w 1984 roku w studiach nagraniowych Record Plant Studios w Los Angeles, USA
  - Neil Kernon – producent i inżynier dźwięku
  - Eddie Delena – inżynier dźwięku
- Bernie Grundman – mastering
- Vigon Seireeni – projekt okładki
- Margo Nahas – ilustracja okładki
- Aaron Rappoprt – fotografie